# Список епізодів мультсеріалу «Неймовірна Людина-павук»

Логотип мультсеріалу

Неймовірна Людина-павук — мультсеріал про пригоди ще зовсім недосвідченного школяра-героя Пітера Паркера, котрому одночасно треба рятувати світ і допомагати друзям та тітці. Тут представлено список серій цього мультсеріалу.

## Сезони
| Номер | Кількість Серій | Початок   | Кінець    |
| 1     | 13              | 08.03.08. | 14.06.08. |
| 2     | 13              | 22.06.09. | 18.11.09. |

## Серії

### Перший Сезон
| Номер | Назва                       | Переклад                  | Дата виходу | Режиссер                    | Сценарист                    |
| 1 | "Survival of the Fittest"   | "Природний Відбір"        | 08.03.08.   | Віктор Кук                  | Ґреґ Вейсман                 |
| Починається навчальний рік, але Пітеру зараз не до того, адже йому треба рятувати Нормана Озборна від злодія Стерв'ятника, а себе від найманців Великого Боса.                                    |                             |                           |             |                             |                              |
| 2 | "Interactions"              | "Взаємодії"               | 08.03.08.   | Трой Адомітіс               | Кевін Хоппс                  |
| Під час нещасного випадку в лабораторії Курта Коннорса, працівник на ім'я Макс Ділан падає в басейн з мутованими вуграми, отримує суперсили і вирішує стати злодієм.                              |                             |                           |             |                             |                              |
| 3 | "Natural Selection"         | "Еволюція"                | 15.03.08.   | Дейв Буллок                 | Метт Вейн                    |
| Аби зробити науковий прорив і відростити праву руку, професор Коннорс вколює собі ДНК ящірки. Проте цей експеримент закінчується не дуже добре і Курт перетворюється в монстра.                   |                             |                           |             |                             |                              |
| 4 | "Market Forces"             | "Ринкові Сили"            | 22.03.08.   | Ден Фаусет                  | Ендрю Робінсон               |
| Найманці Великого Боса викрадають нову звукову зброю. Ця зброя дістається одному з найманців - Монтані, котрого тепер звуть Шокером, а його першим завданням стає вбивство Павука.                |                             |                           |             |                             |                              |
| 5 | "Competition"               | "Конкуренція"             | 29.03.08.   | Трой Адомітіс               | Кевін Хоппс                  |
| Вчений Отто Октавіус, що працює на Нормана Озборна, намагається зробити з грабіжника Флінта Марко суперміцну людину, але через ускладнення процесу Марко стає Піщаною Людиною.                    |                             |                           |             |                             |                              |
| 6 | "The Invisible Hand"        | "Невидима Рука"           | 12.04.08.   | Дейв Буллок                 | Метт Вейн                    |
| Професор Октавіус намагається повторити експеримент на напарникові Марко - Алексові Охірні. Цього разу все виходить і Охірн стає злодієм Носорогом, а після відправляється на пошуки Павука.      |                             |                           |             |                             |                              |
| 7 | "Catalysts"                 | "Каталізатори"            | 26.04.08.   | Віктор Кук                  | Ендрю Робінсон               |
| Новий шалений злодій на ім'я Зелений Гоблін починає переслідувати багатія Томпсона Лінкольна, також відомого Пітерові як Великий Бос. Двом суперникам доводиться об'єднатися, щоб здолати психа.  |                             |                           |             |                             |                              |
| 8 | "Reaction"                  | "Реакція"                 | 03.05.08.   | Дженніфер Койл              | Ренді Джендт                 |
| Під час атаки Зеленого Гобліна на лабораторію Оскорп, в ній знаходився Отто Октавіус і після вибуху влаштованого Гобліном він зростається зі своїми щупальцями, після чого кардинально міняється. |                             |                           |             |                             |                              |
| 9 | "The Uncertainty Principle" | "Принцип Невизначеності"  | 10.05.08.   | Дейв Буллок                 | Кевін Хоппс                  |
| Під час Гелловіну Зелений Гоблін викрадає Томбстоуна і Молотоголового, щоб заволодіти усім криміналом в місті, а також вбити Людину-Павука.                                                       |                             |                           |             |                             |                              |
| 10 | "Persona"                   | "Персона"                 | 17.05.08.   | Ден Фаусетт                 | Метт Вейн                    |
| Людину-Павука звинувачують у спільному з Чорною Кішкою викраденні інопланетного симбіоту. Тим часом злочинець Хамелеон вирішує використати недовіру до Павука і підставити його в своїх злочинах. |                             |                           |             |                             |                              |
| 11 | "Group Therapy"             | "Групова Терапія"         | 31.05.08.   | Дейв Буллок, Дженніфер Койл | Ендрю Робінсон, Ґреґ Вейсман |
| Доктор Восьминіг і ще четверо злодіїв визволяються з в'язниці з допомогою Електро. Павуку тепер треба боротися аж з шістьма злодіями, але ж у Паркера є інопланетний костюм.                      |                             |                           |             |                             |                              |
| 12 | "Intervention"              | "Втручання"               | 07.06.08.   | Дейв Буллок                 | Ґреґ Вейсман                 |
| Пітер починає розуміти, що його новий живий костюм висмоктує з нього енергію і погано впливає на характер. Тепер Паркеру треба позбутися Венома, який зовсім не хоче йти.                         |                             |                           |             |                             |                              |
| 13 | "Nature vs. Nurture"        | "Природа проти Виховання" | 14.06.08.   | Віктор Кук                  | Кевін Хоппс                  |
| Веном потрапляє на Едді Брока і той дізнається від прибульця, що Пітер Паркер і Павук це одна людина. Тепер Едді може помститися їм обом, забравши найдорожче, що в них є.                        |                             |                           |             |                             |                              |

### Другий Сезон
| Номер | Назва                 | Переклад                  | Дата виходу | Режиссер       | Сценарист      |
| 1 | "Blueprints"          | "Креслення"               | 22.06.09.   | Дженніфер Койл | Кевін Хоппс    |
| Пітер стикається з колишнім помічником Хамелеона, який тепер називає себе Містеріо. Новий злодій працює на невідомого мафіозі і планує викрасти дуже багато новітніх технологій.                          |                       |                           |             |                |                |
| 2 | "Destructive Testing" | "Деструктивне Тестування" | 22.06.09.   | Кевін Альтьєрі | Метт Вейн      |
| В Нью-Йорк прибуває мисливець на ім'я Сергій Кравінов, котрий вирішує почати полювання на Павука. Усе закінчується невдало і Кравінов вирішує підсилити себе в лабораторії Курта Коннорса.                |                       |                           |             |                |                |
| 3 | "Reinforcement"       | "Арматура"                | 29.06.09.   | Майк Ґоґуен    | Ендрю Робінсон |
| Прямо перед Різдвом Восьминіг знову збирає Зловісну Шістку, в яку тепер ще й входять Містеріо та Крейвен. Пітер тим часом ніяк не може визначитися з дівчиною.                                            |                       |                           |             |                |                |
| 4 | "Shear Strength"      | "Сила Зсуву"              | 06.07.09.   | Дженніфер Койл | Ренді Джендт   |
| Доктор Восьминіг захоплює усі комп'ютери в місті, після чого захоплює Гвен Стейсі, аби шантажувати її батька і отримати доступ до усіх комп'ютерів світу. І все це під Новий Рік.                         |                       |                           |             |                |                |
| 5 | "First Steps"         | "Перші Кроки"             | 13.07.09.   | Кевін Альтьєрі | Кевін Хоппс    |
| Гаррі повертається в місто і вони разом з Пітером, Гвен та Ліз відправляються на день народження Флеша Томпсона, де Паркеру весь час ввижається Едді Брок. Тим часом Флінт Марко повертається в гру.      |                       |                           |             |                |                |
| 6 | "Growing Pains"       | "Зростаючі Болі"          | 20.07.09.   | Майк Ґоґуен    | Ніколь Дубюч   |
| Веном повертається і починає переслідувати Пітера. В цей же час Джон Джеймсон дізнається, що він заражений інопланетними спорами, від яких збільшується його розмір і вага.                               |                       |                           |             |                |                |
| 7 | "Identity Crisis"     | "Криза Особистості"       | 27.07.09.   | Дженніфер Койл | Андрю Робінсон |
| Після того, як Веном оголосив, що Пітер це Павук, Паркера почали переслідувати журналісти і сам Веном, аби підтвердити це твердження. Окрім того, рідним і друзям Пітера тепер загрожує велика небезпека. |                       |                           |             |                |                |
| 8 | "Accomplices"         | "Спільники"               | 07.10.09.   | Кевін Альтьєрі | Ніколь Дубюч   |
| Наближається повернення з в'язниці Сільвермейна, попереднього короля мафії в Нью-Йорці. Він посилає свою дочку викрасти у Томбстоуна одну річ, але в це вплутуються Павук і Носоріг.                      |                       |                           |             |                |                |
| 9 | "Probable Cause"      | "Імовірна Причина"        | 14.10.09.   | Майк Ґоґуен    | Кевін Хоппс    |
| Клас пітера їде на нічне патрулювання разом з поліцейськими. Несподівано для всіх, з'являється Шокер і його напарники - Рикошет та Окс. Паркеру треба знову бути в двох місцях одночасно.                 |                       |                           |             |                |                |
| 10 | "Gangland"            | "Гангланд"                | 21.10.09.   | Дженніфер Койл | Андрю Робінсон |
| Перкер, разом з друзями, іде на виставу в театрі. Та Пітер навіть не підозрює, що в цьому ж театрі зібралися троє головних мафіозі міста, але вже з часом ця зустріч переростає в протистояння.           |                       |                           |             |                |                |
| 11 | "Subtext"             | "Підтекст"                | 04.11.09.   | Кевін Альтьєрі | Ніколь Дубюч   |
| Брат подруги Пітера на ім'я Марк, який недавно повернувся з в'язниці, знову залазить в борги і йому доводиться стати піддослідним кроликом Гобліна, аби вдруге не потрапити до камери.                    |                       |                           |             |                |                |
| 12 | "Opening Night"       | "Відкриваюча Ніч"         | 18.11.09.   | Майк Ґоґуен    | Ґреґ Вейсман   |
| Людину-Павука просять перевірити на надійність нову в'язничну камеру, але несподівано вимикається світло і всі вороги Паркера отримують змогу з ним розправитися.                                         |                       |                           |             |                |                |
| 13 | "Final Curtain"       | "Фінальна Завіса"         | 18.11.09.   | Віктор Кук     | Кевін Хоппс    |
| Пітер і Гвен хочуть покинути своїх коханців, щоб нарешті бути разом. Крім того, Паркер дізнається, що Гаррі не справжій Гоблін, але хто ж його підставив?                                                 |                       |                           |             |                |                |